# Kevin Strootman
Kevin Strootman, né le 13 février 1990 à Ridderkerk aux Pays-Bas, est un footballeur international néerlandais évoluant au poste de milieu défensif.
Kevin Strootman est issu du centre de formation du Sparta Rotterdam. Il gravit les échelons dans le championnat néerlandais et passe par le PSV Eindhoven avant de signer à l'AS Roma en 2013. Ensuite il signe en 2018 à l'Olympique de Marseille. Après deux prêts au Génoa, il s'engage définitivement en faveur du club Italien au mercato d'été 2023. En octobre 2024, sans club apres le terme de son contrat le 30 juin de la même année, il met fin à sa carrière à l'âge de 34 ans.

## Biographie

### Enfance et formation
Contrairement à bon nombre de joueurs internationaux néerlandais, Kevin Strootman n’est pas formé dans un des trois « gros » d’Eredivisie (Ajax, PSV Eindhoven, Feyenoord). Natif de Ridderkerk, près de Rotterdam, Kevin Strootman est formé au Sparta Rotterdam. Équipe avec laquelle il fait ses premiers pas chez les professionnels en 2008.

### Carrière en club

#### Débuts aux Pays-Bas (2008-2013)
Kevin Strootman s'impose très vite comme un titulaire indiscutable du Sparta Rotterdam. Au terme de la saison 2010-2011, le Sparta est relégué en deuxième division néerlandaise. Mais Strootman ne passe que six mois en Eerste Divisie. Il inscrit son premier but en professionnel le 12 novembre 2008, lors d'une rencontre de coupe des Pays-Bas face au SC Cambuur. Titulaire, il ouvre le score sur coup franc et son équipe l'emporte par deux buts à un.
Transféré pour environ un million d'euros à la mi-saison, il retrouve l’Eredivisie au FC Utrecht. Sa deuxième partie de saison est remarquée, au point que le sélectionneur le convoque pour la première fois en équipe nationale à l'été 2011.
Il ne reste que six mois au FCU et enfile la tunique du grand PSV Eindhoven pour un peu plus de 5 M€. Il fait ses débuts le 7 août, lors de la première journée de championnat où son club s'incline face à l'AZ Alkmaar (3-1). Le 25 août, il inscrit son premier but sous ses nouvelles couleurs à l'occasion d'une victoire 5-0 contre le SV Ried en Ligue Europa. Il confirme les espoirs placés en lui, notamment aux côtés de la légende Mark van Bommel en 2012-2013. À Eindhoven, Strootman commence à s'affirmer comme un solide milieu de terrain. Il dispute quinze matches de C3, pour quatre buts, en deux ans. À l'été 2013, l'AS Roma achète son contrat pour quinze millions d'euros.

#### Confirmation à Rome (2013-2018)

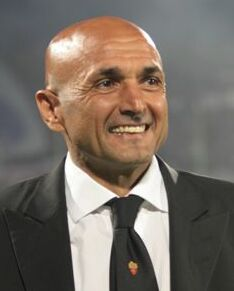
Luciano Spalletti refait venir Strootman à son meilleur niveau en 2016-2017.

Le 16 juillet 2013, Kevin Strootman s'engage avec l'AS Rome pour une durée de cinq ans. L'entraîneur français Rudi Garcia arrive aussi à la Roma. Sous ses ordre, Strootman réalise la meilleure saison de sa carrière. En mars 2014, Strootman se blesse gravement au genou, rupture de ligament croisé.
Huit mois plus tard, le Néerlandais est de retour, mais pour une poignée de matches seulement. En janvier 2015, il se blesse à nouveau au genou  et est à nouveau opéré. Il ne reprend finalement qu’en février 2016, après une troisième intervention chirurgicale en septembre 2015 et deux années presque blanches (six matchs). Il ne prend part qu'à douze matches officiels pour les Romains entre 2014 et 2016. En mai 2016, Strootman est titulaire pour la première fois depuis seize mois.
Strootman semble retrouver sa meilleure forme pour la saison 2016-2017 et l'amour du public du stadio olimpico. Il redevient peu à peu un titulaire indispensable de l’entre jeu romain. Même s'il ne retrouve pas totalement le niveau qui en avait fait l'un des plus grands espoirs du football mondial à son poste, il est un titulaire indiscutable de la Roma. Lors de cet exercice, il évolue au sein du 3-4-3  de Luciano Spalletti, dans un double pivot avec Leandro Paredes. Un poste taillé pour ses qualités et il termine avec six buts et neuf passes décisives.
À l'été 2017, il renouvelle son contrat à la Roma pour cinq ans. Lors de la saison 2017-2018, il est moins décisif offensivement mais reste un maillon essentiel d'Eusebio Di Francesco, notamment en Ligue des champions où il participe activement au parcours de la Roma jusqu'en demi-finale. En deux saisons, depuis son retour de blessure en 2016, il dispute 65 matchs en Serie A.
Durant ses cinq saisons à Rome, Strootman termine systématiquement sur le podium de la Serie A. Il dispute 131 matches pour treize buts avec les Giallorossi et découvre la Ligue des champions.

#### Olympique de Marseille (2018-2022)

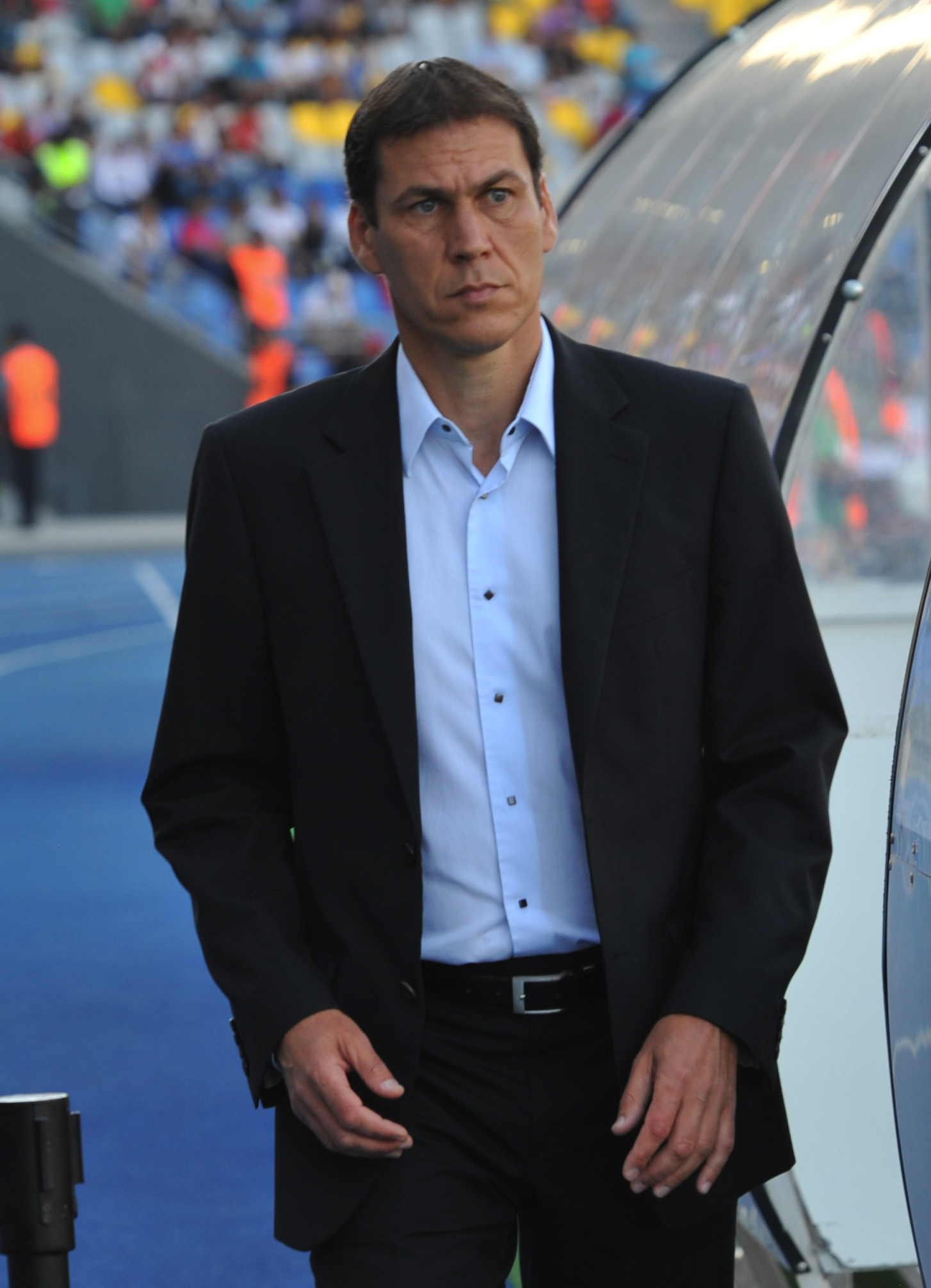
Rudi Garcia le fait venir à Marseille, après l'avoir coaché à Rome.

Le 28 août 2018, il signe un contrat de cinq ans en faveur de l'Olympique de Marseille pour un montant s'élevant à 25 millions d'euros plus trois de bonus. Kevin Strootman devient le deuxième joueur le plus cher de l'histoire du club marseillais. L'entraîneur olympien n'est autre que Rudi Garcia, côtoyé pendant presque trois ans à Rome. Strootman réalise une bonne performance contre l'AS Monaco lors de son premier match le 2 septembre 2018, et l'OM s'impose sur le score de trois buts à deux. Mais il reste très décevant durant la première partie de saison, son équipe est sixième du classement et est éliminée de la Ligue Europa et de la Coupe de la Ligue. Kevin Strootman est rapidement considéré comme un flop à cause de son salaire qui est le plus élevé du club. Il marque son premier but en Ligue 1 au stade Geoffroy-Guichard, lors de la défaite deux buts à un de Marseille contre l'AS Saint-Étienne, le 16 janvier 2019. Ciblé par les critiques, il est régulièrement remplaçant lors de la seconde partie de saison.
Très peu utilisé par l'Olympique de Marseille durant la saison 2020-2021, 11 apparitions en championnat. Kévin est placé sur la liste des prêts au mercato hivernal 2021 et par la suite prêté au Genoa 6 mois. Après son prêt au Genoa , Kévin est de nouveau placé à l'été 2021 sur la liste des prêts par son club. Il est de nouveau prêté en Italie à Cagliari pendant 1 an. Avant de rejoindre à l'été 2022 de nouveau le Genoa en prêt, il est définitivement libéré de son contrat à l'Olympique de Marseille à l'été 2022.   

#### Prêt au Genoa (2021)
Le 14 janvier 2021, Kevin Strootman est prêté au Genoa CFC jusqu'à la fin de la saison. Trois jours plus tard il joue son premier match pour le Genoa contre l'Atalanta Bergame. Il est titulaire ce jour-là et les deux équipes se séparent sur un score nul (0-0). Il joue en tout 18 matchs sous le maillot de la Genoa.

#### Prêt à Cagliari (2021-2022)
Le 3 juillet 2021, il est à nouveau prêté par l'Olympique de Marseille à un club italien, cette fois-ci le Cagliari Calcio, jusqu'au 30 juin 2022 avec une année supplémentaire en option. Il joue son premier match pour Cagliari le 14 août 2021, contre le Pisa Sporting Club, en coupe d'Italie. Son équipe l'emporte par trois buts à un ce jour-là.
Une clause permettait que si le club se maintient en Serie A, Strootman aurait signé définitivement au club, mais comme le club se fait reléguer en Serie B. Strootman retourne à l'OM à la fin de son prêt

#### Prêt et signature définitive au Genoa et fin de carrière (2022-2024)
Faisant toujours partie du groupe des indésirables de l'OM et avec un salaire de 500 000€ brut/mensuel, il est à nouveau ajouté sur la liste des prêts, le 24 août 2022, une semaine avant la fermeture du mercato estival, le Genoa annonce sur Twitter le retour de Strootman au club, alors aussi relégué en Serie B en même temps de Cagliari.
Strootman inscrit son premier but pour le Genoa le 15 octobre 2022, lors d'une rencontre de championnat face au Cosenza Calcio. Il est titularisé et participe à la victoire de son équipe par deux buts à un.
Il est prêté pour un an jusqu'à la fin de son contrat en 2022, fin aussi de son prêt à Genoa.
Après la fin de son contrat en 2022 à l'Olympique de Marseille, Il s'engage définitivement le 24 août 2022 1 an au Genoa. Peu utilisé par l'entraîneur Alberto Gilardino durant la saison , il n'apparait que 13 fois en Championnat pour 2 matchs de Coupe.
Au terme de son contrat avec le Genoa CFC, Il annonce le 18 octobre 2024 mettre fin à sa carrière de footballeur professionnel avec plus de 500 matchs en professionnel. Il met fin à sa carrière à l'âge de 34 ans après beaucoup de pépins physiques.

### Carrière internationale
Kevin Strootman représente l'équipe des Pays-Bas des moins de 19 ans, jouant trois matchs en 2008. Il marque également un but, contre la Lituanie lors de son premier match, le 9 octobre 2008, participant à la victoire des siens (4-1 score final).
À peine débarqué à Utrecht, Kevin ne tarde pas à se faire remarquer par le sélectionneur national, Bert van Marwijk. Il est convoqué pour le match amical des Pays-Bas face à l'Autriche du 9 février 2011. Il remplace lors de ce match Theo Janssen, ce qui lui permet d'honorer sa première sélection. Son équipe s'impose par trois buts à un ce jour-là. Le 25 mars suivant, pendant un match comptant pour les éliminatoires de l'Euro 2012 remporté (4-0) face à la Hongrie au stade Ferenc-Puskás de Budapest, il entre en jeu en fin de match à la place du capitaine du jour et buteur Rafael van der Vaart.

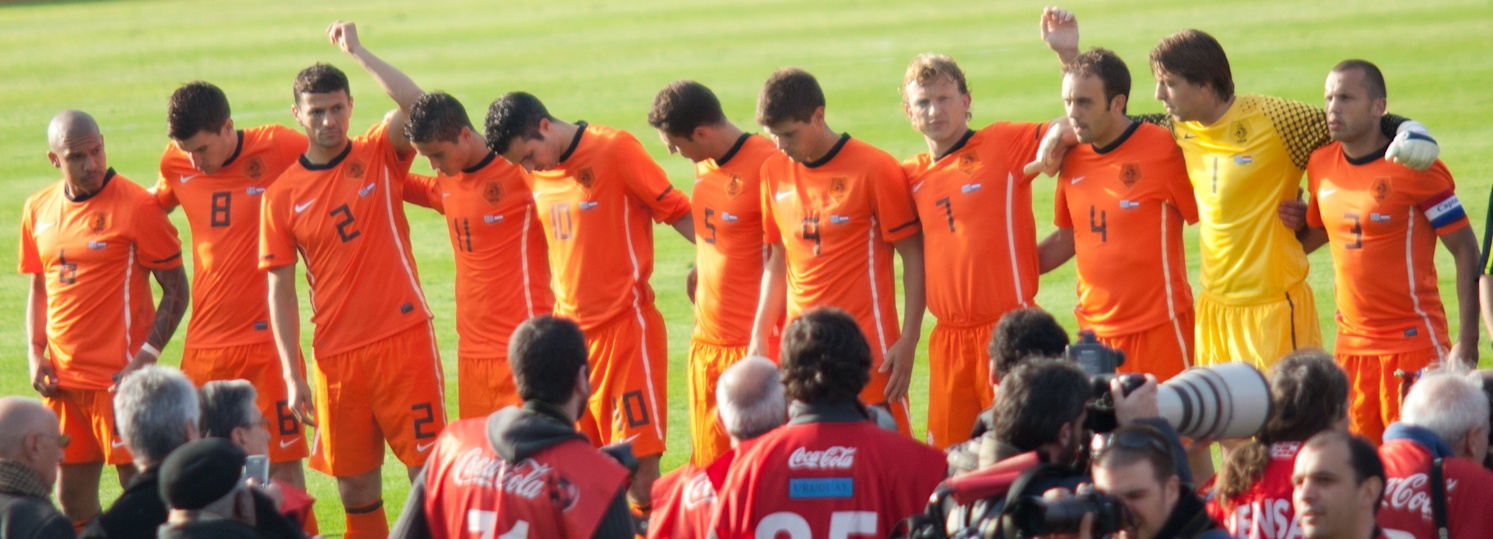
Strootman (n°8) et les Oranjes contre l'Uruguay le 8 juin 2011.

Il continue son parcours en équipe nationale à l'occasion d'une tournée de matches amicaux en juin 2011 en Amérique du Sud. Strootman participe comme titulaire au match nul (0-0) face au Brésil le 4 juin ainsi qu'à un autre match nul (1-1) perdu aux tirs au but (4-3) contre l'Uruguay quatre jours plus tard.
Le 6 septembre 2011, il inscrit son premier but en sélection nationale lors des éliminatoires de l'Euro 2012, face à la Finlande. À la suite d'une ouverture de Wesley Sneijder, il réalise une reprise du pied gauche qui trompe le portier finlandais Lukáš Hrádecký.
Strootman est sélectionné pour l'Euro 2012, durant lequel il ne foule pas la pelouse. En 2013, au moment de rejoindre l'AS Roma, Strootman a déjà été capitaine des Oranjes.
Sa rupture de ligament croisé en mars 2014 l'empêche de vivre l'épopée de la Coupe du monde 2014 (demi-finale des Pays-Bas).
Avec la non-qualification des siens pour le Mondial 2018, il ne peut encore pas participer à une Coupe du monde. En 2018, il est vice-capitaine de la sélection, derrière Virgil van Dijk.

## Style de jeu

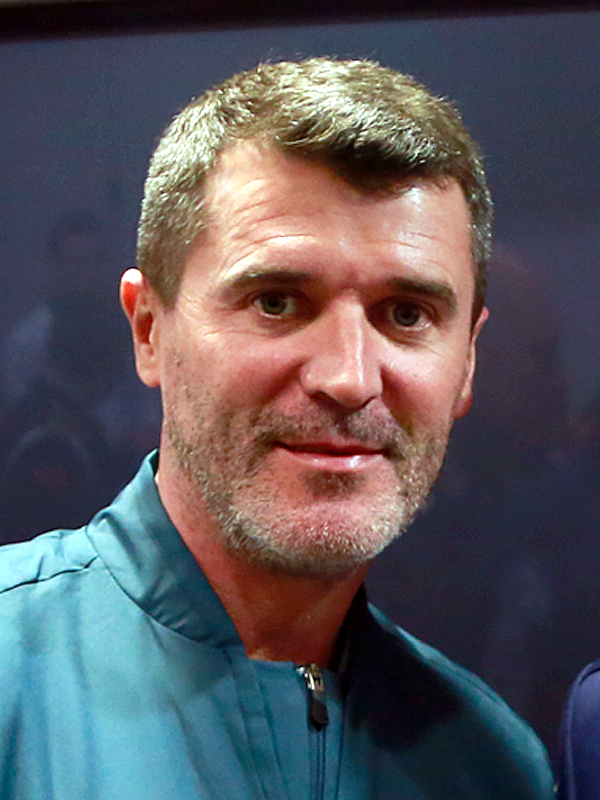
Strootman est comparé à Roy Keane, en plus de Van Bommel.

Kevin Strootman est reconnu pour son énergie, son impact physique et des qualités techniques et tactiques supérieures à la moyenne à son poste de milieu de terrain. Sa vision du jeu et son intelligence tactique sont aussi louées. À 22 ans, au moment de rejoindre l'AS Roma, il est considéré comme rapide, puissant, inépuisable, efficace dans toutes les zones du terrain et même buteur. Il est surnommé « la machine à laver » par Rudi Garcia, son entraîneur à Rome puis Marseille, car « vous pouvez lui donner le ballon n'importe comment il vous le rend toujours propre ».
Sa rupture de ligament croisé en mars 2014, et l'éloignement pendant près de deux ans des terrains, impose à Strootman d'avoir perdu en vitesse d’exécution et capacité à enchaîner les courses à très haute intensité et des prestations plus neutres que par le passé.
En 2016-2017, Strootman évolue en double pivot avec Paredes dans un 3-4-3. Un poste taillé pour ses qualités de joueur polyvalent et son activité des deux côtés du terrain qui lui permettent de terminer avec six buts et neuf passes décisives. En mars 2018, le directeur sportif romain Monchi explique que « Strootman est un professionnel exemplaire. (...) C’est un joueur important pour nous sur le terrain et dans le vestiaire, car c’est un joueur de personnalité ».
Strootman est souvent comparé à Mark van Bommel, l'infatigable milieu néerlandais révélé au PSV Eindhoven comme lui et qui évolue avec Kevin lors de la dernière année de sa carrière en 2012-2013 et en équipe nationale. La qualité regroupant deux joueurs étant avant leur activité sans relâche. À son arrivée à Rome, Strootman est surnommé le « nouveau Roy Keane », pour son esprit combatif et son style agressif.

## Statistiques
| Saison                | Club                   | Championnat           | Championnat | Championnat | Championnat | Coupe(s) nationale(s) | Coupe(s) nationale(s) | Coupe(s) nationale(s) | Supercoupe | Supercoupe | Supercoupe | Compétition(s) continentale(s) | Compétition(s) continentale(s) | Compétition(s) continentale(s) | Compétition(s) continentale(s) | Barrages | Barrages | Barrages | Pays-Bas | Pays-Bas | Pays-Bas | Total | Total | Total |
| Saison                | Club                   | Division              | M.          | B.          | P.d.        | M.                    | B.                    | P.d.                  | M.         | B.         | P.d.       | Comp.                          | M.                             | B.                             | P.d.                           | M.       | B.       | P.d.     | M.       | B.       | P.d.     | M.    | B.    | P.d.  |
| 2007-2008             | Sparta Rotterdam       | Eredivisie            | 3           | 0           | 0           | -                     | -                     | -                     | -          | -          | -          | -                              | -                              | -                              | -                              | -        | -        | -        | -        | -        | -        | 3     | 0     | 0     |
| 2008-2009             | Sparta Rotterdam       | Eredivisie            | 25          | 2           | 3           | 3                     | 1                     | 0                     | -          | -          | -          | -                              | -                              | -                              | -                              | -        | -        | -        | -        | -        | -        | 28    | 3     | 3     |
| 2009-2010             | Sparta Rotterdam       | Eredivisie            | 28          | 2           | 4           | 4                     | 3                     | 4                     | -          | -          | -          | -                              | -                              | -                              | -                              | 4        | 0        | 0        | -        | -        | -        | 36    | 5     | 8     |
| 2010-2011             | Sparta Rotterdam       | Eerste Eredivisie     | 16          | 4           | 2           | 1                     | 0                     | 0                     | -          | -          | -          | -                              | -                              | -                              | -                              | -        | -        | -        | -        | -        | -        | 17    | 4     | 2     |
| Sous-total            | Sous-total             | Sous-total            | 72          | 8           | 9           | 8                     | 4                     | 4                     | -          | -          | -          | -                              | -                              | -                              | -                              | 4        | 0        | 0        | -        | -        | -        | 84    | 12    | 13    |
| 2010-2011             | FC Utrecht             | Eredivisie            | 14          | 2           | 3           | 2                     | 0                     | 1                     | -          | -          | -          | -                              | -                              | -                              | -                              | -        | -        | -        | 4        | 0        | 0        | 20    | 2     | 4     |
| Sous-total            | Sous-total             | Sous-total            | 14          | 2           | 3           | 2                     | 0                     | 1                     | -          | -          | -          | -                              | -                              | -                              | -                              | -        | -        | -        | 4        | 0        | 0        | 20    | 2     | 4     |
| 2011-2012             | PSV Eindhoven          | Eredivisie            | 30          | 2           | 8           | 5                     | 1                     | 1                     | -          | -          | -          | C3                             | 11                             | 3                              | 2                              | -        | -        | -        | 7        | 1        | 2        | 53    | 7     | 13    |
| 2012-2013             | PSV Eindhoven          | Eredivisie            | 32          | 6           | 10          | 5                     | 1                     | 0                     | 1          | 0          | 0          | C3                             | 4                              | 1                              | 0                              | -        | -        | -        | 7        | 0        | 1        | 49    | 8     | 11    |
| Sous-total            | Sous-total             | Sous-total            | 62          | 8           | 18          | 10                    | 2                     | 1                     | 1          | 0          | 0          | -                              | 15                             | 4                              | 2                              | -        | -        | -        | 14       | 1        | 3        | 102   | 15    | 24    |
| 2013-2014             | AS Rome                | Serie A               | 25          | 5           | 6           | 4                     | 1                     | 1                     | -          | -          | -          | -                              | -                              | -                              | -                              | -        | -        | -        | 7        | 2        | 0        | 36    | 8     | 7     |
| 2014-2015             | AS Rome                | Serie A               | 6           | 0           | 2           | -                     | -                     | -                     | -          | -          | -          | C1                             | 1                              | 0                              | 0                              | -        | -        | -        | -        | -        | -        | 7     | 0     | 2     |
| 2015-2016             | AS Rome                | Serie A               | 5           | 0           | 1           | -                     | -                     | -                     | -          | -          | -          | -                              | -                              | -                              | -                              | -        | -        | -        | 3        | 0        | 0        | 8     | 0     | 1     |
| 2016-2017             | AS Rome                | Serie A               | 33          | 4           | 8           | 3                     | 0                     | 1                     | -          | -          | -          | C1+C3                          | 2+7                            | 0+2                            | 0                              | -        | -        | -        | 8        | 0        | 0        | 53    | 6     | 9     |
| 2017-2018             | AS Rome                | Serie A               | 32          | 1           | 0           | 1                     | 0                     | 0                     | -          | -          | -          | C1                             | 11                             | 0                              | 1                              | -        | -        | -        | 5        | 0        | 0        | 49    | 1     | 1     |
| 2018-2019             | AS Rome                | Serie A               | 1           | 0           | 0           | -                     | -                     | -                     | -          | -          | -          | -                              | -                              | -                              | -                              | -        | -        | -        | -        | -        | -        | 1     | 0     | 0     |
| Sous-total            | Sous-total             | Sous-total            | 102         | 10          | 17          | 8                     | 1                     | 2                     | -          | -          | -          | -                              | 21                             | 2                              | 1                              | -        | -        | -        | 23       | 2        | 0        | 154   | 15    | 20    |
| 2018-2019             | Olympique de Marseille | Ligue 1               | 28          | 1           | 5           | 1                     | 0                     | 0                     | -          | -          | -          | C3                             | 5                              | 0                              | 0                              | -        | -        | -        | 3        | 0        | 0        | 37    | 1     | 5     |
| 2019-2020             | Olympique de Marseille | Ligue 1               | 25          | 2           | 3           | 5                     | 0                     | 1                     | -          | -          | -          | -                              | -                              | -                              | -                              | -        | -        | -        | 2        | 0        | 1        | 32    | 2     | 5     |
| 2020-2021             | Olympique de Marseille | Ligue 1               | 11          | 0           | 0           | -                     | -                     | -                     | -          | -          | -          | C1                             | 3                              | 0                              | 0                              | -        | -        | -        | -        | -        | -        | 14    | 0     | 0     |
| Sous-total            | Sous-total             | Sous-total            | 64          | 3           | 8           | 6                     | 0                     | 1                     | -          | -          | -          | -                              | 8                              | 0                              | 0                              | -        | -        | -        | 5        | 0        | 1        | 83    | 3     | 10    |
| 2020-2021             | Genoa CFC (prêt)       | Serie A               | 18          | 0           | 4           | -                     | -                     | -                     | -          | -          | -          | -                              | -                              | -                              | -                              | -        | -        | -        | -        | -        | -        | 18    | 0     | 4     |
| 2022-2023             | Genoa CFC (prêt)       | Serie B               | 30          | 2           | 0           | 1                     | 0                     | -                     | -          | -          | -          | -                              | -                              | -                              | -                              | -        | -        | -        | -        | -        | -        | 31    | 2     | 0     |
| 2023-2024             | Genoa CFC              | Serie A               | 27          | 0           | 2           | 2                     | 0                     | 0                     | -          | -          | -          | -                              | -                              | -                              | -                              | -        | -        | -        | -        | -        | -        | 29    | 0     | 2     |
| Sous-total            | Sous-total             | Sous-total            | 75          | 2           | 6           | 3                     | 0                     | 0                     | -          | -          | -          | -                              | -                              | -                              | -                              | -        | -        | -        | -        | -        | -        | 78    | 2     | 6     |
| 2021-2022             | Cagliari Calcio (prêt) | Serie A               | 10          | 0           | 1           | 1                     | 0                     | 0                     | -          | -          | -          | -                              | -                              | -                              | -                              | -        | -        | -        | -        | -        | -        | 11    | 0     | 1     |
| Total sur la carrière | Total sur la carrière  | Total sur la carrière | 399         | 33          | 62          | 38                    | 7                     | 9                     | 1          | 0          | 0          | -                              | 44                             | 6                              | 3                              | 4        | 0        | 0        | 46       | 3        | 4        | 532   | 49    | 78    |

### Liste des matches internationaux
| Matches internationaux de Kevin Strootman | Matches internationaux de Kevin Strootman | Matches internationaux de Kevin Strootman      | Matches internationaux de Kevin Strootman | Matches internationaux de Kevin Strootman | Matches internationaux de Kevin Strootman | Matches internationaux de Kevin Strootman                               |
|                                           | Date                                      | Lieu                                           | Adversaire                                | Résultat                                  | Compétition                               | Notes                                                                   |
| ----------------------------------------- | ----------------------------------------- | ---------------------------------------------- | ----------------------------------------- | ----------------------------------------- | ----------------------------------------- | ----------------------------------------------------------------------- |
| 1.                                        | 9 février 2011                            | Stade Philips, Eindhoven, Pays-Bas             | Autriche                                  | 3 - 1                                     | Match amical                              | Entre en jeu à la place de Theo Janssen à la 71e minute de jeu.         |
| 2.                                        | 25 mars 2011                              | Stade Ferenc-Puskás, Budapest, Hongrie         | Hongrie                                   | 0 - 4                                     | Éliminatoires Euro 2012                   | Entre en jeu à la place de Rafael van der Vaart à la 82e minute de jeu. |
| 3.                                        | 4 juin 2011                               | Stade Serra-Dourada, Goiânia, Brésil           | Brésil                                    | 0 - 0                                     | Match amical                              | Titulaire et remplacé par Stijn Schaars à la 74e minute de jeu.         |
| 4.                                        | 8 juin 2011                               | Stade Centenario, Montevideo, Uruguay          | Uruguay                                   | 1 - 1                                     | Match amical                              | Titulaire et remplacé par Stijn Schaars à la 61e minute de jeu.         |
| 5.                                        | 2 septembre 2011                          | Stade Philips, Eindhoven, Pays-Bas             | Saint-Marin                               | 11 - 0                                    | Éliminatoires Euro 2012                   | Titulaire et remplacé par Georginio Wijnaldum à la 86e minute de jeu.   |
| 6.                                        | 6 septembre 2011                          | Stade olympique, Helsinki, Finlande            | Finlande                                  | 0 - 2                                     | Éliminatoires Euro 2012                   | Titulaire.                                                              |
| 7.                                        | 7 octobre 2011                            | Stade Feijenoord, Rotterdam, Pays-Bas          | Moldavie                                  | 1 - 0                                     | Éliminatoires Euro 2012                   | Titulaire.                                                              |
| 8.                                        | 11 octobre 2011                           | Stade Råsunda, Solna, Suède                    | Suède                                     | 3 - 2                                     | Éliminatoires Euro 2012                   | Titulaire et remplacé par Luuk de Jong à la 81e minute de jeu.          |
| 9.                                        | 11 novembre 2011                          | Johan Cruyff Arena, Amsterdam, Pays-Bas        | Suisse                                    | 0 - 0                                     | Match amical                              | Entre en jeu à la place de Rafael van der Vaart à la 66e minute de jeu. |
| 10.                                       | 15 novembre 2011                          | Volksparkstadion, Hambourg, Allemagne          | Allemagne                                 | 3 - 0                                     | Match amical                              | Titulaire et remplacé par Nigel de Jong à la 64e minute de jeu.         |
| 11.                                       | 26 mai 2012                               | Johan Cruyff Arena, Amsterdam, Pays-Bas        | Bulgarie                                  | 1 - 2                                     | Match amical                              | Entre en jeu à la place de Nigel de Jong à la 85e minute de jeu.        |
| 12.                                       | 7 septembre 2012                          | Johan Cruyff Arena, Amsterdam, Pays-Bas        | Turquie                                   | 2 - 0                                     | Éliminatoires mondial 2014                | Titulaire.                                                              |
| 13.                                       | 11 septembre 2012                         | Stade Ferenc-Puskás, Budapest, Hongrie         | Hongrie                                   | 1 - 4                                     | Éliminatoires mondial 2014                | Titulaire et remplacé par Adam Maher à la 78e minute de jeu.            |
| 14.                                       | 12 octobre 2012                           | Stade Feijenoord, Rotterdam, Pays-Bas          | Andorre                                   | 3 - 0                                     | Éliminatoires mondial 2014                | Titulaire et remplacé par Urby Emanuelson à la 85e minute de jeu.       |
| 15.                                       | 16 octobre 2012                           | Arena Națională, Bucarest, Roumanie            | Roumanie                                  | 1 - 4                                     | Éliminatoires mondial 2014                | Titulaire.                                                              |
| 16.                                       | 6 février 2013                            | Johan Cruyff Arena, Amsterdam, Pays-Bas        | Italie                                    | 1 - 1                                     | Match amical                              | Titulaire.                                                              |
| 17.                                       | 22 mars 2013                              | Johan Cruyff Arena, Amsterdam, Pays-Bas        | Estonie                                   | 3 - 0                                     | Éliminatoires mondial 2014                | Titulaire.                                                              |
| 18.                                       | 26 mars 2013                              | Johan Cruyff Arena, Amsterdam, Pays-Bas        | Roumanie                                  | 4 - 0                                     | Éliminatoires mondial 2014                | Titulaire.                                                              |
| 19.                                       | 14 août 2013                              | Stade de l'Algarve, Faro, Portugal             | Portugal                                  | 1 - 1                                     | Match amical                              | Titulaire.                                                              |
| 20.                                       | 6 septembre 2013                          | A. Le Coq Arena, Tallinn, Estonie              | Estonie                                   | 2 - 2                                     | Éliminatoires mondial 2014                | Titulaire.                                                              |
| 21.                                       | 10 septembre 2013                         | Estadi Comunal, Andorre-la-Vieille, Andorre    | Andorre                                   | 0 - 2                                     | Éliminatoires mondial 2014                | Titulaire.                                                              |
| 22.                                       | 11 octobre 2013                           | Johan Cruyff Arena, Amsterdam, Pays-Bas        | Hongrie                                   | 8 - 1                                     | Éliminatoires mondial 2014                | Titulaire et remplacé par Leroy Fer à la 81e minute de jeu.             |
| 23.                                       | 16 novembre 2013                          | Luminus Arena, Genk, Belgique                  | Japon                                     | 2 - 2                                     | Match amical                              | Titulaire.                                                              |
| 24.                                       | 19 novembre 2013                          | Johan Cruyff Arena, Amsterdam, Pays-Bas        | Colombie                                  | 0 - 0                                     | Match amical                              | Titulaire.                                                              |
| 25.                                       | 5 mars 2014                               | Stade de France, Saint-Denis, France           | France                                    | 2 - 0                                     | Match amical                              | Titulaire et remplacé par Stijn Schaars à la 39e minute de jeu.         |
| 26.                                       | 27 mai 2016                               | Aviva Stadium, Dublin, Irlande                 | République d'Irlande                      | 1 - 1                                     | Match amical                              | Titulaire et remplacé par Marco van Ginkel à la 70e minute de jeu.      |
| 27.                                       | 1 juin 2016                               | Stade Gdańsk, Gdańsk, Pologne                  | Pologne                                   | 1 - 2                                     | Match amical                              | Entre en jeu à la place de Marco van Ginkel à la 71e minute de jeu.     |
| 28.                                       | 4 juin 2016                               | Stade Ernst-Happel, Vienne, Autriche           | Autriche                                  | 0 - 2                                     | Match amical                              | Titulaire et remplacé par Marco van Ginkel à la 71e minute de jeu.      |
| 29.                                       | 1 septembre 2016                          | Stade Philips, Eindhoven, Pays-Bas             | Grèce                                     | 1 - 2                                     | Match amical                              | Titulaire et remplacé par Jorrit Hendrix à la 65e minute de jeu.        |
| 30.                                       | 6 septembre 2016                          | Friends Arena, Solna, Suède                    | Suède                                     | 1 - 1                                     | Éliminatoires mondial 2018                | Titulaire.                                                              |
| 31.                                       | 6 septembre 2016                          | Stade Feijenoord, Rotterdam, Pays-Bas          | Biélorussie                               | 4 - 1                                     | Éliminatoires mondial 2018                | Titulaire et remplacé par Jordy Clasie à la 65e minute de jeu.          |
| 32.                                       | 6 septembre 2016                          | Johan Cruyff Arena, Amsterdam, Pays-Bas        | France                                    | 0 - 1                                     | Éliminatoires mondial 2018                | Titulaire.                                                              |
| 33.                                       | 6 septembre 2016                          | Stade national Vassil-Levski, Sofia, Bulgarie  | Bulgarie                                  | 2 - 0                                     | Éliminatoires mondial 2018                | Titulaire.                                                              |
| 34.                                       | 28 mars 2017                              | Johan Cruyff Arena, Amsterdam, Pays-Bas        | Italie                                    | 1 - 2                                     | Match amical                              | Titulaire et remplacé par Tonny Vilhena à la 46e minute de jeu.         |
| 35.                                       | 4 juin 2017                               | Stade Feijenoord, Rotterdam, Pays-Bas          | Côte d'Ivoire                             | 5 - 0                                     | Match amical                              | Titulaire et remplacé par Bart Ramselaar à la 85e minute de jeu.        |
| 36.                                       | 9 juin 2017                               | Stade Feijenoord, Rotterdam, Pays-Bas          | Luxembourg                                | 5 - 0                                     | Éliminatoires mondial 2018                | Titulaire.                                                              |
| 37.                                       | 31 août 2017                              | Stade de France, Saint-Denis, France           | France                                    | 4 - 0                                     | Éliminatoires mondial 2018                | Titulaire.                                                              |
| 38.                                       | 9 novembre 2017                           | Pittodrie Stadium, Aberdeen, Écosse            | Écosse                                    | 0 - 1                                     | Match amical                              | Titulaire.                                                              |
| 39.                                       | 14 novembre 2017                          | Arena Națională, Bucarest, Roumanie            | Roumanie                                  | 0 - 3                                     | Match amical                              | Titulaire et remplacé par Tonny Vilhena à la 78e minute de jeu.         |
| 40.                                       | 23 mars 2018                              | Johan Cruyff Arena, Amsterdam, Pays-Bas        | Angleterre                                | 0 - 1                                     | Match amical                              | Titulaire et remplacé par Donny van de Beek à la 90e minute de jeu.     |
| 41.                                       | 31 mai 2018                               | Stade Antona Malatinského, Trnava, Slovaquie   | Slovaquie                                 | 1 - 1                                     | Match amical                              | Titulaire et remplacé par Marten de Roon à la 81e minute de jeu.        |
| 42.                                       | 6 septembre 2018                          | Johan Cruyff Arena, Amsterdam, Pays-Bas        | Pérou                                     | 2 - 1                                     | Match amical                              | Titulaire et remplacé par Davy Pröpper à la 46e minute de jeu.          |
| 43.                                       | 16 octobre 2018                           | Stade Roi Baudouin, Bruxelles, Belgique        | Belgique                                  | 1 - 1                                     | Match amical                              | Titulaire et remplacé par Luuk de Jong à la 73e minute de jeu.          |
| 44.                                       | 6 juin 2019                               | Stade D. Afonso Henriques, Guimarães, Portugal | Angleterre                                | 3 - 1 ap                                  | Ligue des nations                         | Entre en jeu à la place de Frenkie de Jong à la 114e minute de jeu.     |
| 45.                                       | 9 septembre 2019                          | A. Le Coq Arena, Tallinn, Estonie              | Estonie                                   | 0 - 4                                     | Éliminatoires Euro 2020                   | Entre en jeu à la place de Ryan Babel à la 84e minute de jeu.           |
| 46.                                       | 19 novembre 2019                          | Johan Cruyff Arena, Amsterdam, Pays-Bas        | Estonie                                   | 5 - 0                                     | Éliminatoires Euro 2020                   | Entre en jeu à la place de Frenkie de Jong à la 75e minute de jeu.      |

### Buts internationaux
| #  | Date             | Lieu                                    | Adversaire | Score | Résultat | Compétition                |
| -- | ---------------- | --------------------------------------- | ---------- | ----- | -------- | -------------------------- |
| 1. | 6 septembre 2011 | Stade olympique, Helsinki, Finlande     | Finlande   | 0-1   | 0 - 2    | Éliminatoires Euro 2012    |
| 2. | 14 août 2013     | Stade de l'Algarve, Faro, Portugal      | Portugal   | 0-1   | 1 - 1    | Match amical               |
| 3. | 11 octobre 2013  | Johan Cruyff Arena, Amsterdam, Pays-Bas | Hongrie    | 2-0   | 8 - 1    | Éliminatoires mondial 2014 |

## Palmarès

### En club

#### PSV Eindhoven
- Coupe des Pays-Bas :
  - Vainqueur : 2012
  - Finaliste : 2013

- Supercoupe des Pays-Bas : 
  - Vainqueur : 2012

- Eredivisie :
  - Vice-champion : 2013

#### AS Rome
- Serie A
  - Vice-champion : 2014, 2015 et 2017

#### Olympique de Marseille
- Ligue 1
  - Vice-champion : 2020

### En sélection

#### Pays-Bas A
- Ligue des nations de l'UEFA :
  - Finaliste : 2019